# Ugo Fabrizio Giordani

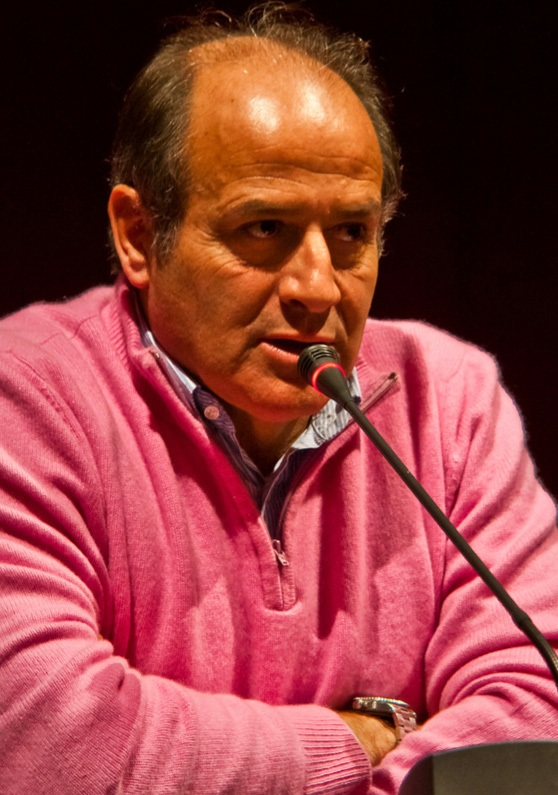
Ugo Fabrizio Giordani (2011)

Ugo Fabrizio Giordani (* 8. Juli 1956 in Rom) ist ein italienischer Film- und Fernsehregisseur.

## Leben
Giordani besuchte nach einem Abschluss in Ethnologie das Centro Sperimentale di Cinematografia und beendete es mit dem Diplom-Kurzfilm Freezer, den er mit Stefano Reali zusammen inszenierte. Anschließend arbeitete er als Regieassistent und für die Werbung, bevor er 1987 mit dem zur Serie Piazza Navona gehörenden Fernsehfilm Cuore di ladro erstmals für den Bildschirm Regie führte. 1992 folgte das melodramatische Kinodebüt Lettera da Parigi. Vier Jahre später spielte Anthony Quinn unter Giordanis Regie in Il sindaco; dann folgte eine sechsteilige Reihe für das Fernsehen, die guten Publikumserfolg hatte.
Im Jahr 2000 entstand erneut ein Film fürs Kino, die Komödie Teste di cocco mit Alessandro Gassmann und Gianmarco Tognazzi als zwei Brüder, die in Malaysia ihren Vater suchen. Anschließend folgten weitere Fernsehfilme. Nach dem Drama Promessa d'amore entstand 2005 die miserabel rezensierte Komödie Troppo belli. Erst fünf Jahre später folgte mit Sharm El Sheik ein etwas besserer Nachfolger. Oft ist Giordani sein eigener Drehbuchautor.

## Filmografie (Auswahl)
- 1992: Lettera da Parigi
- 1996: Il sindaco
- 2000: Testa di cocco
- 2004: Promessa d'amore
- 2005: Troppo belli
- 2010: Sharm El Sheik